# 666
666（六百六十六、ろっぴゃくろくじゅうろく）は自然数、また整数において、665の次で667の前の数である。

## 性質
- 666は合成数であり、約数は 1, 2, 3, 6, 9, 18, 37, 74, 111, 222, 333, 666 である。
  - 約数の和は1482。
    - 162番目の過剰数である。1つ前は660、次は672。
- 666 = 1 + 2 + 3 + 4 + 5 + 6 + 7 + 8 + 9 + 10 + … + 35 + 36
  - 36番目の三角数である。1つ前は630、次は703。
    - 三角数において三角数番目で表せる8番目の数である。1つ前は406、次は1035。(オンライン整数列大辞典の数列 A002817)
      - この数は n = 8 のときの n(n + 1)(n2 + n + 2)/8 の値である。

    - 三角数が過剰数になる11番目の数である。1つ前は630、次は780。(オンライン整数列大辞典の数列 A074315)
    - 三角数がハーシャッド数になる18番目の数である。1つ前は630、次は780。
    - 三角数が回文数になる8番目の数である。1つ前は595、次は3003。(オンライン整数列大辞典の数列 A003098)
    - 666 = 36 + 630 = 105 + 561 = 231 + 435
      - 2つの異なる三角数の和で表せる16番目の三角数である。1つ前は561、次は703。(オンライン整数列大辞典の数列 A112352)
        - 3通りの三角数の和で表せる3番目の三角数である。1つ前は406、次は861。

    - n = 6 のときの n2 番目の三角数とみたとき1つ前は325、次は1225。(オンライン整数列大辞典の数列 A037270)
- 76番目の回文数である。1つ前は656、次は676。
  - 1桁の数を除くと66番目の回文数である。
  - 6が3つ並ぶゾロ目である。1つ前は555、次は777。(オンライン整数列大辞典の数列 A014181)
    - ゾロ目の三角数である。1つ前は66。(オンライン整数列大辞典の数列 A045914)
      - ゾロ目でかつ三角数でもある数は他に55と66しかないと予想されている。

  - 666 = 2 × 3 × 111
    - 3つの回文数の積で表せる14番目の回文数である。1つ前は616、次は808。(オンライン整数列大辞典の数列 A078895)
- 666 = 2 × 32 × 37
  - 3つの異なる素因数の積で p2 × q × r の形で表せる48番目の数である。1つ前は650、次は693。（オンライン整数列大辞典の数列 A085987）
  - 34番目のスミス数である。1つ前は663、次は690。
6 + 6 + 6 = 2 + 3 × 2 + (3 + 7)
- 666 = 22 + 32 + 52 + 72 + 112 + 132 + 172
  - 連続素数の平方和とみたとき1つ前は377、次は1027。
  - 7連続素数の平方和で表せる最小の数である。次は1023。
- 161番目のハーシャッド数である。1つ前は660、次は684。
  - 18を基とする11番目のハーシャッド数である。1つ前は648、次は684。
    - 三角数がハーシャッド数になる18番目の数である。1つ前は630、次は780。
- 円周率の最初の3を除く、小数点以下144桁の数字の和は666である。1つ前の143桁は657、次の145桁は670。(オンライン整数列大辞典の数列 A039918)

| 値     | 0  | 1  | 2  | 3  | 4  | 5  | 6  | 7  | 8   | 9   | 合計 |
| 個数   | 13 | 11 | 18 | 16 | 14 | 14 | 13 | 10 | 18  | 17  | 144  |
| 合算値 | 0  | 11 | 36 | 48 | 56 | 70 | 78 | 70 | 144 | 153 | 666  |
- 1/666 ＝ 0.0015... (下線部は循環節で長さは3)
  - 逆数が循環小数になる数で循環節が3になる21番目の数である。1つ前は592、次は675。（オンライン整数列大辞典の数列 A069105）
- 各位の和が18になる25番目の数である。1つ前は657、次は675。
- 各位の平方和が108になる最小の数である。次は1159。（オンライン整数列大辞典の数列 A003132）
  - 各位の平方和が n になる最小の数である。1つ前の107は159、次の109は368。(オンライン整数列大辞典の数列 A055016)
- 各位の立方和が648になる最小の数である。次は2448。(オンライン整数列大辞典の数列 A055012)
  - 各位の立方和が n になる最小の数である。1つ前の647は11258、次の649は1666。(オンライン整数列大辞典の数列 A165370)
- 各位の積が各位の和の12倍になる最小の数である。次は1479。(オンライン整数列大辞典の数列 A062045）
  - k 倍になる最小の数とみたとき1つ前は459(10倍)、次は578(14倍)。(オンライン整数列大辞典の数列 A126789)
- 666 = 152 + 212
  - 異なる2つの平方数の和で表せる198番目の数である。1つ前は661、次は673。(オンライン整数列大辞典の数列 A004431)
- 3つの平方数の和7通りで表せる12番目の数である。1つ前は654、次は677。(オンライン整数列大辞典の数列 A025327)
- 異なる3つの平方数の和7通りで表せる13番目の数である。1つ前は654、次は677。(オンライン整数列大辞典の数列 A025345)
- 桁の調和平均が6になる4番目の数である。1つ前は488、次は848。(オンライン整数列大辞典の数列 A062184)
例．3/1/6 + 1/6 + 1/6 = 6
- 666 = 16 − 26 + 36
  - n = 6 のときの 3n − 2n + 1n の値とみたとき1つ前は212、次は2060。(オンライン整数列大辞典の数列 A083323)
  - n = 3 のときの |16 − 26 + … + (−1)n+1n6| の値とみたとき1つ前は63、次は3430。(ただし| |は絶対値記号)(オンライン整数列大辞典の数列 A152725)
    - 正の数の値とみたとき1つ前は1、次は12195。
- 666 = 6 + 6 + 6 + 63 + 63 + 63
  - n = 6 のときの 3n3 + 3n の値とみたとき1つ前は390、次は1050。(オンライン整数列大辞典の数列 A119536)
- n = 666 のとき n と n + 1 を並べた数を作ると素数になる。n と n + 1 を並べた数が素数になる85番目の数である。1つ前は660、次は680。(オンライン整数列大辞典の数列 A030457)

以下は666を特徴付けるいくつかの例である。
- {\displaystyle \sum _{k=1}^{6\times 6}k=666}
三角数（Tn）、四角数（Sn）を使えば、以下のように表せる。
{\displaystyle \sum _{n=1}^{T_{8}}n=\sum _{n=1}^{S_{6}}n=666}
- {\displaystyle \sin(666^{\circ })=-{\frac {1}{2}}\varphi ~~~} ただし φ は黄金比
- {\displaystyle \varphi (666)=6\times 6\times 6} ただし φ はオイラーのφ関数
- また、0から666まですべてを加算した総和は222111、0から666までのうち偶数だけを加算した和は111222である。

## 他の進数での性質
- 666を十進法以外の数とみるとき以下のようになる。
  - 666(7) = 72 × 6 + 7 × 6 + 6 = 342
  - 666(8) = 82 × 6 + 8 × 6 + 6 = 438
  - 666(9) = 92 × 6 + 9 × 6 + 6 = 546

これ以降はオンライン整数列大辞典の数列 A121205を参照。

## その他 666 に関連すること

### 宗教とその関連
- キリスト教の新約聖書に編纂されている ヨハネ黙示録13章18節には、666が獣の数字として記されている。

俗に悪魔や、悪魔主義的な人間を指す数字とされる。
- 岸本聖史の漫画作品『666〜サタン〜』。上記からの着想。
- アフロディテス・チャイルドは『666』というアルバムをリリースしている。このアルバムのジャケットにはヨハネ黙示録13章18節の一文が記述されている。
- 6+6+6=18。五行思想の暦において、各季節の境目である土用は18日間である。1年に4回あるので計72日間である。

### 音楽
- ジョン・フルシアンテの楽曲「666」。アルバム『インサイド・オブ・エンプティネス』に収録。
- 千聖の楽曲。アルバム『CYBER SOUL PAVILION』に収録。
- アイアン・メイデンの代表曲に「The Number Of The Beast」がある。また、同様にアンヴィルの代表曲にも「666」、イン・フレイムスの代表曲に「Episode 666」という曲がある。
- アイアン・メイデンのツアードキュメントムービー「Flight 666」。
- ドイツの男女5人組のテクノバンド（Six Six Six - シックスシックスシックス）
- 聖飢魔IIの楽曲に「悪魔組曲 作品666番 ニ短調」（および、半音下げたバージョンの「悪魔組曲 作品666番 変ニ短調」）があり、『聖飢魔II〜悪魔が来たりてヘヴィメタる』などの大教典（アルバム）に収録されている。
- 666 (HYDEのアルバム) - hydeのアルバム。
- 緒方恵美の誕生日は6月6日で、自身9枚目のアルバムとして「666-rock.Lock.ROCK!-」を発表している。
- ヨハン・ゼバスティアン・バッハ作曲の“我らの救い主なる主イエス・キリスト”のBWV番号。
- アフロディテス・チャイルドのアルバム「666」。
- スキニー・パピーが、グァンタナモ米軍基地（グアンタナモ湾収容キャンプ）において行なわれたとされる捕虜への虐待で、自らのバンドの楽曲などを大音量で聴かせたという証言に基づき、アメリカ政府に対し66万6千ドルの賠償を訴えている。

### その他
- 日本で（1982年 - 2021年現在）流通している硬貨を1枚ずつそろえると666円になる。
- NHK大阪放送局のラジオ第1放送（JOBK）の周波数は666kHz。
- WWW (World Wide Web) が666を示す（Wに当たるヘブライ文字ו（vav、ヴァヴ）の数価が6）と言われる。しかし、アラビア数字666が六百六十六を表すのは単にアラビア数字が位取り記数法を採用しているからである。一方ヘブライ数字にはそのような規則はなく、したがって666をווו（www）と表記することは正しい表記ではない。
- 同様に、モンスターエナジーのロゴがוווに酷似すると言われる。
- キックボクサーのピーター・アーツが自身のトランクスに入れていたことがある。
- インテル製CPUの動作周波数表示で666というものはない（66、166、266、366、466、566、766、866、966はある。また、667が存在する）。
- 日本直販の当て字として使われ、フリーダイヤルは、0120-666-666であり、ホームページのドメインも、https://www.666-666.co.jp/ のように、666を2組扱っている。
- NEEDLESSに登場する架空の企業｢シメオン製薬｣の裏方に｢666委員会｣（トリプルシックスいいんかい）という組織が存在する。
- 桃太郎電鉄シリーズのカードに悪魔に操られて勝手に不利なマスに移動してしまう「666カード」がある。
- 松本零士のSF漫画『銀河鉄道999』に登場する、銀河鉄道株式会社が保有する鉄道車両。公式設定ではマゼラン連絡線を走る特急666（スリー・シックス（Three Six））号（別名：マゼラニアン6号（Magellanian No.6））とされている。
- 『機動警察パトレイバー the Movie』に登場する、天才プログラマー帆場暎一のIDナンバーが666である。
- EXエンタテイメントにて「DOL」制作のもと、世界初の「午後6時6分6秒」から「666秒間」の、番組ジャック専門 TVショー「帝都黒路TV」が、2010年3月3日水曜日より、毎週水曜日に放映されている。同番組内にはTV通販プログラム「66.6秒間のノーカットTVショッピング『帝都黒路TV666ショッピング』」が存在している。
- イタリア共和国カンパニア州のコルバーラの面積は6.66km²である。
- 白夜が起きるのは概ね緯度が66.6度（90度-23.4度）以上の地方とされ、北緯66.6度以北の地方を北極圏、南緯66.6度以南の地方を南極圏と呼ぶ。
- プロレスにおいてはパンクレーベル「殺害塩化ビニール」の社長"THE CRAZY SKB"とプロレスラー"怨霊"が手を組んで作った「暗黒プロレス組織666」が存在する。
- 大相撲興行における、本場所の連続満員御礼記録は、666日である（1989年11月場所11日目から1997年5月場所2日目）。
- 『新世紀エヴァンゲリオン』において、マザーコンピュータ"MAGI"の対ハッキングプログラムの名称が第666プロテクトである。
- 『機動戦士ガンダムSEED DESTINY』に登場するザフト軍のMS『レジェンドガンダム』の型式番号はZGMF-X666S。
- 『機動戦士ガンダムUC』に登場するネオ・ジオン残党軍のMS『クシャトリヤ』の型式番号はNZ-666。
- ゲーム『SDガンダム GGENERATION OVER WORLD』シリーズに登場するゲームオリジナルのMS『バルバドロ』の型式番号はGNC-666。
- 『魔法少女リリカルなのはA's』に登場するデバイス、『闇の書』のページ数。
- 『ACE COMBAT ZERO THE BELKAN WAR』における主人公の部隊は｢ウスティオ空軍第6航空師団第66戦闘飛行隊"ガルム"隊」。ガルムとは北欧神話における冥界の番犬。
- 『シュヴァルツェスマーケン』に登場する架空の部隊"黒の宣告（シュヴァルツェスマーケン）"の正式名称が東ドイツ陸軍第666戦術機中隊である。